# Kaple na hradě Houska
O historii kaple na hradě Houska neexistují téměř žádné dobové dokumenty, tudíž se můžeme obracet jen na historické rozbory a pozdější studie hradu Houska. Podle nejnovějších informací pochází první písemná zmínka o Housce z roku 1291. Samotná kaple byla pravděpodobně vystavena v 70. letech 13. století. Tehdy byl zřejmě dokončen i celý hrad. Ten byl založen mezi lety 1270 až 1305.

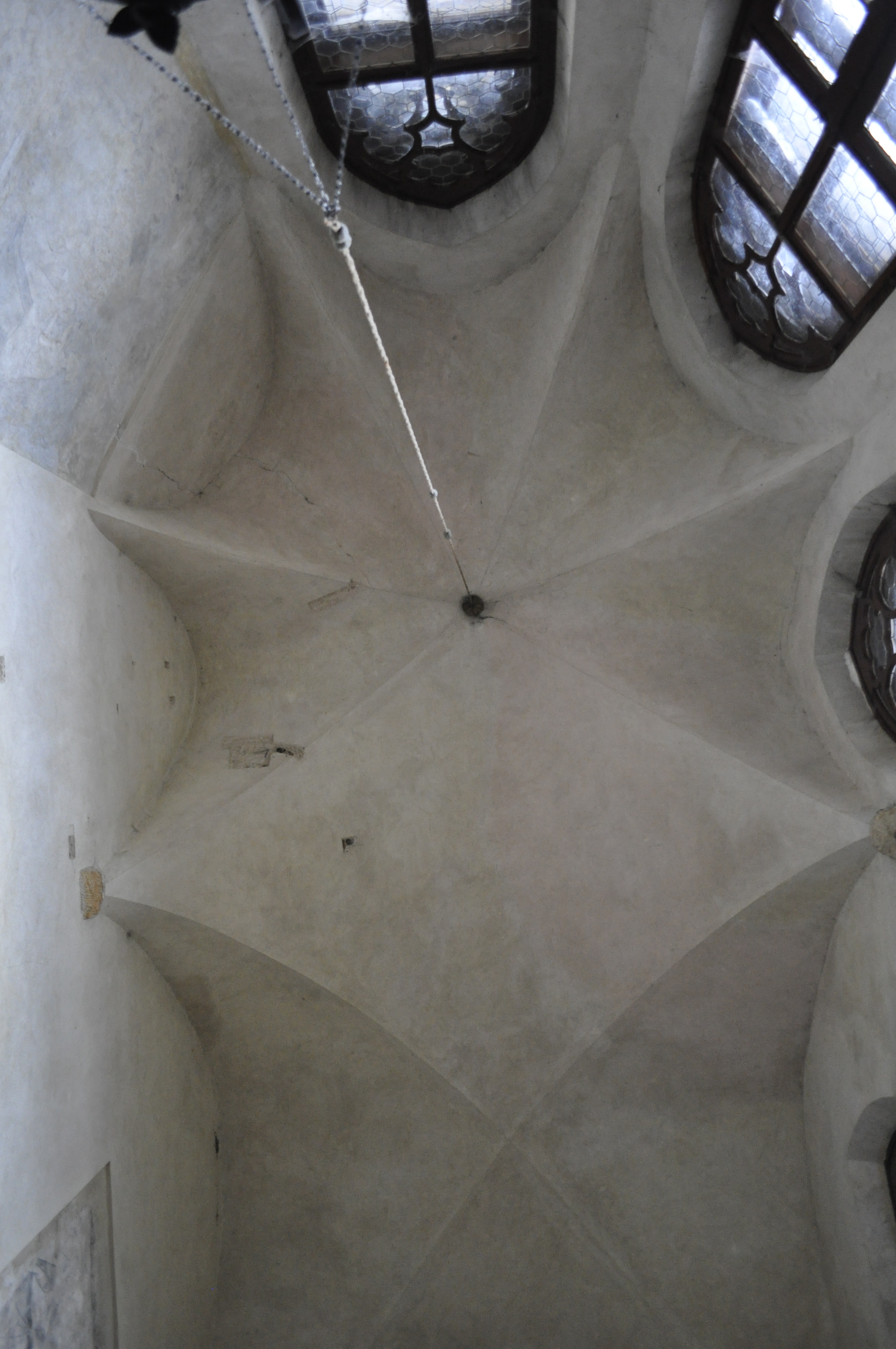
Klenba kaple hradu houska

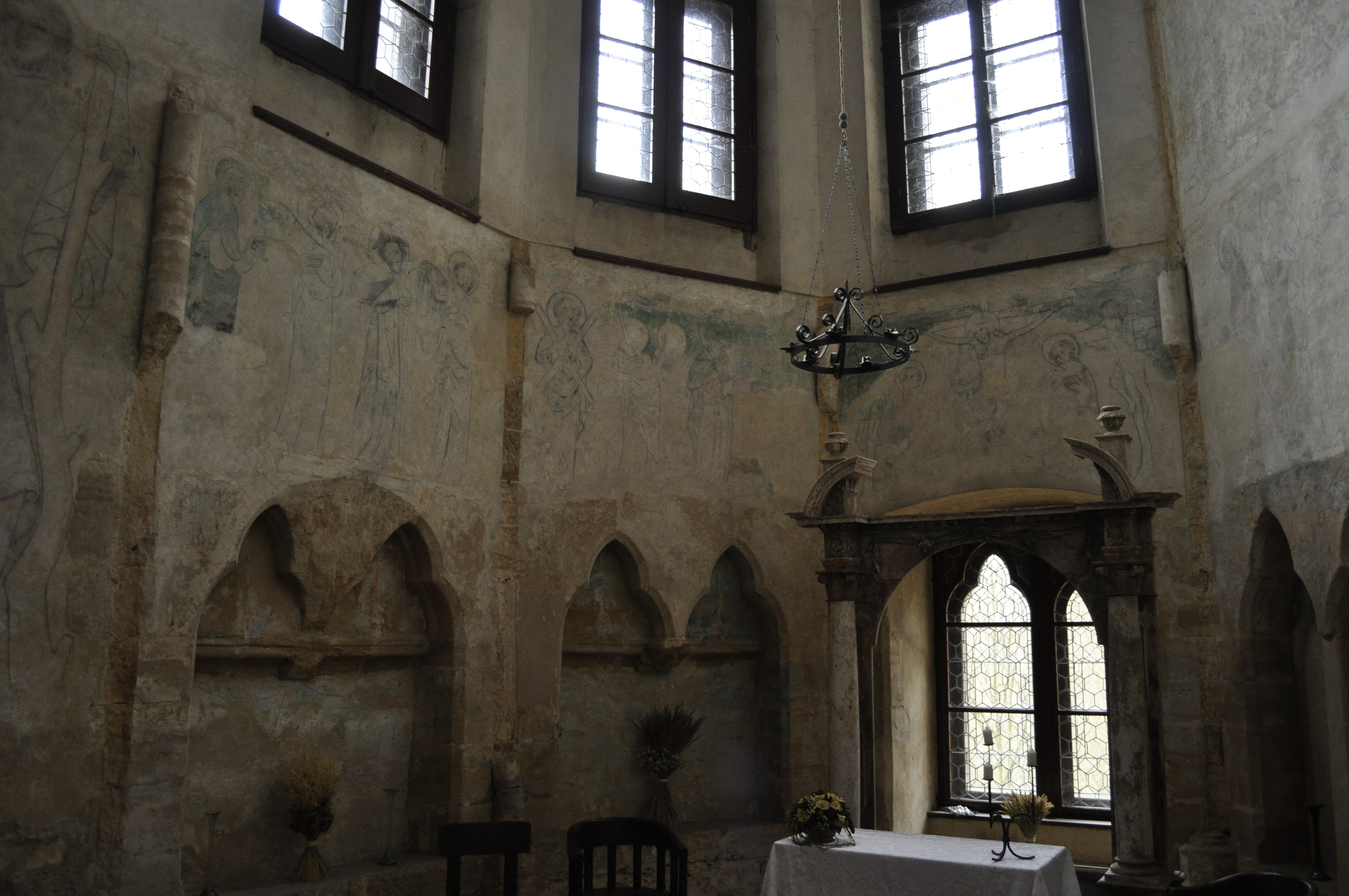
Interiér kaple hradu Houska

## Historie kaple
Kaple byla pravděpodobně vystavena v 70. letech 13. století. K její výrazné úpravě došlo v 16. století. Majiteli hradu se stal rod Hrzánů, kteří přestavěli hrad na renesanční zámek. Kaple byla v tomto období rozdělena do dvou pater dřevěným stropem a původní fresky byly přemalovány. Další rekonstrukce proběhla v letech 1823-26. Co se dělo s kaplí až do konce druhé světové války není jisté kromě toho, že v průběhu druhé světové války byla zazděna okna severní strany kaple. Původní fresky byly objeveny až roku 1928, když na hradě probíhala rekonstrukce pod vedením Karla Fialy. Ten však údajně napáchal na kapli spousty škod. Údajně totiž kapli ani nepoznal, jelikož byla její okna stále zazděna a své úpravy přizpůsobil dvoupatrové podobě kaple.

## Současná podoba kaple
Kaple leží na východní straně severního křídla hradu a je umístěna tak, aby mohla směřovat presbyteriem k východu. Je poněkud udivující, že renesanční portál vložený do původního gotického vchodu do kaple, nebyl více representativní. Je tvořen jednoduchou bosáží s archivoltou s výraznými klenáky. Navíc je podlaha kaple položena o něco níže než nádvoří, a tak při vchodu do kaple se musí sestoupit pár schodů. To je pro křesťanskou stavbu netradiční.
Kaple má pětiboký závěr zaklenutý šesti paprsky žebrové klenby a jedno čtvercové pole s křížovou klenbou. Z klenebního systému kaple se také příliš mnoho nedochovalo. Původní vejcovitá žebra byla odebrána a z celého systému zbyly jen dvě talířovité patky s dodnes výrazným středním výžlabkem. Jedna je na rozhraní závěru a čtvercového pole, druhá na severu mezi podélnou a severovýchodní šikmou stěnou závěru. Patky leží na cca 60 cm vysokých pětibokých soklících. Dále zbyly části torza, které však končí v úrovni dřevěného přepatrování ze 16. století. Klenba je vysoká necelých 11 metrů.
Stěny závěru a severní stěnu kaple člení sedile, která byla původně tvořena dvojicemi sdružených lichých arkádek. Ty se plně nedochovaly a následná výše zmíněná rekonstrukce K. Fialy je v podstatě zničila.
Sedile vrcholí dole rozevřenými trojlisty s ostrým nosem u vrcholu. Ty jsou podepřeny konzolkami, které dělí sedilii na dva úseky. spodní o něco hlubší než horní. Hrany sedilií jsou prostě okoseny a končí dole nad sedačkami šikmými ploškami tvaru rovnoramenného trojúhelníka. Nejlépe je zachována sedile ve východní části. 

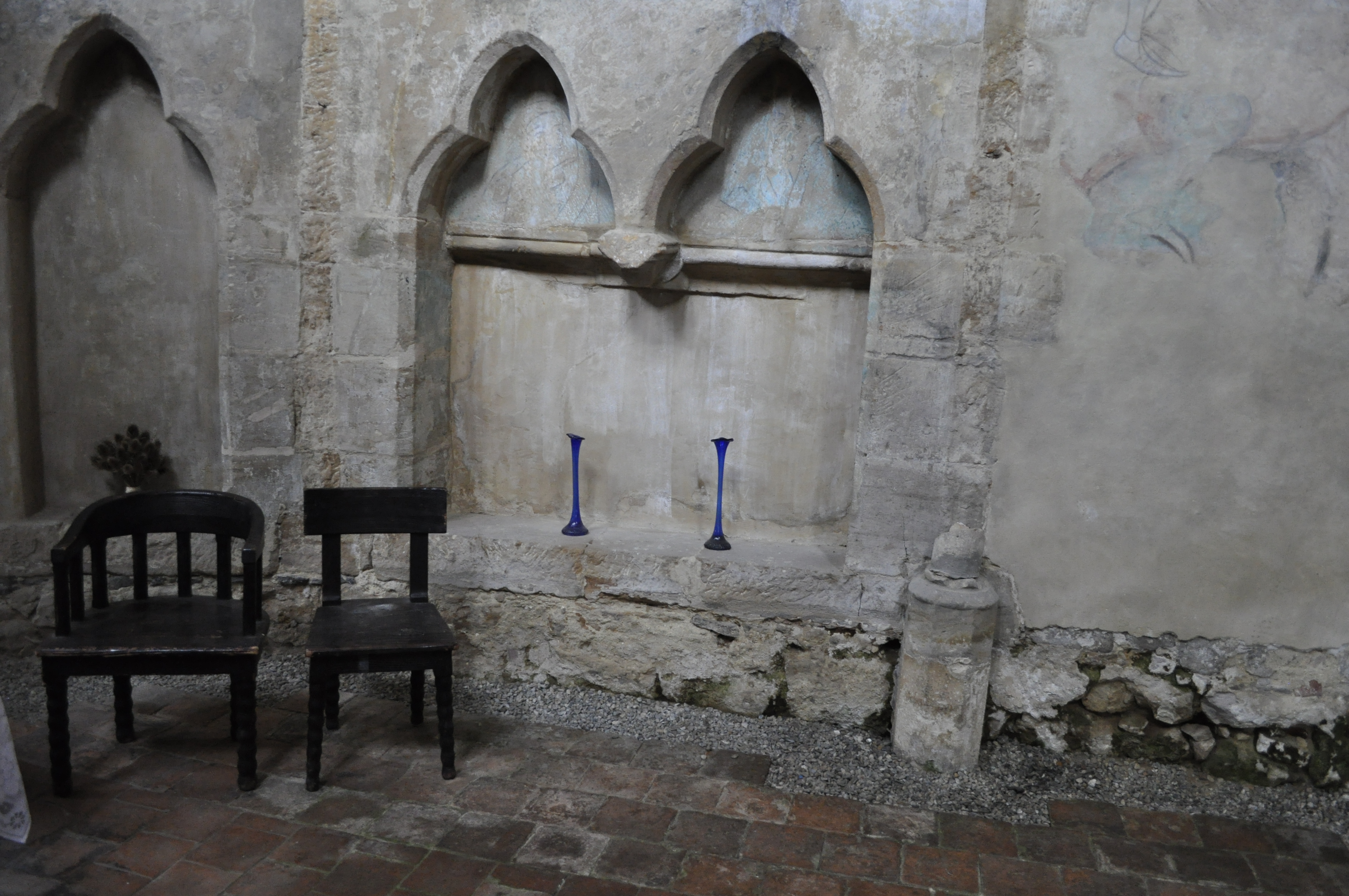
Sedile v jižní části kaple hradu

V severozápadním rohu kaple je válcové schodiště, které ústilo na kaplovou tribunu, která se však také nezachovala po renesanční přestavbě.

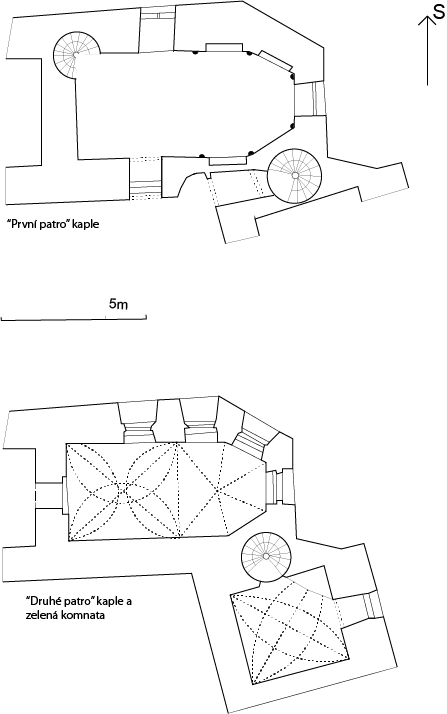
Půdorys kaple a zelené komnaty hradu Houska

Zajímavý prvek je po jihovýchodní straně nad závěrem kaple. Vystupuje zde hmota válcovitého schodiště, jež bylo vloženo mezi závěr kaple a přesahující severní bok východního křídla. Okna kaple nejsou zřejmě původní, nejspíš byla obnovena v období mezi světovými válkami. Západní dokonce není na svém původním místě. Jsou zde celkem 4 lomená okna, táhnoucí se od východní stran závěru po severní stěně, s hlubokými mírně ven se rozevírajícími špaletami. V jejich vnitřním konci je vložen oblý profil, který stoupá až k vrcholu okna. U všech oken chybí původní střední dělicí sloupek. Ten navazoval na pětilist se zaoblenými laloky, vložený do vrcholu okna.

### Fresky
Fresky samotné byly objeveny v roce 1928 a detailně popsány kolektivem ČSAV pod vedením A. Bartuška v roce 1958, který časově řadil tyto malby do doby kolem roku 1330, proto jsou fresky velmi ceněny, jelikož by se mohlo jednat o jedny z nejstarších ve střední Evropě. Zajímavá je však i jejich tematika. Vedle tradičních scén, jako Ukřižování a výjevy ze života P. Marie, na stěnách presbyteria nalezneme i méně obvyklé prvky. Například Archanděl Michael jako rytířsky světec bojující s drakem. Stejně tak neobvyklý je výjev na točitém schodišti v severozápadním rohu kaple. Je zde zobrazen kentaur.

### Zelená komnata
Zelená komnata leží v severní části východního křídla a asi nejlépe si dochovala svůj středověký ráz. V severní stěně si lze všimnout válcovitému předstoupení, které odpovídá dodatečně vystavenému točitému schodišti. Klenební systém je zčásti zastřen novodobým obložením stěn, ale samotná křížová klenba se však dochovala ve skvělém stavu. Zvláštní prvek se zachoval v severovýchodním koutě místnosti, kde zbyl dymník bývalého krbu. Do tohoto dymníků přímo uprostřed vstupuje poněkud neorganicky žebro klenby. Stěny i kaple jsou pokryty ornamentální, ale i lokální krajinářskou výmalbou z pozdního 16. století. Mezi zobrazenými hrady a zámky nechybí ani samotný hrad Houska s ještě stojící hranolovou jihovýchodní věží. Zkosená pětiboká žebra klenby se sbíhají do drobného terčovitého svorníku ve výšce přibližně 6,5 metru. Na místě současného okna na východní straně, se dříve nacházel prevét. Toho si lze všimnout i na plánku půdorysu.

### Galerie

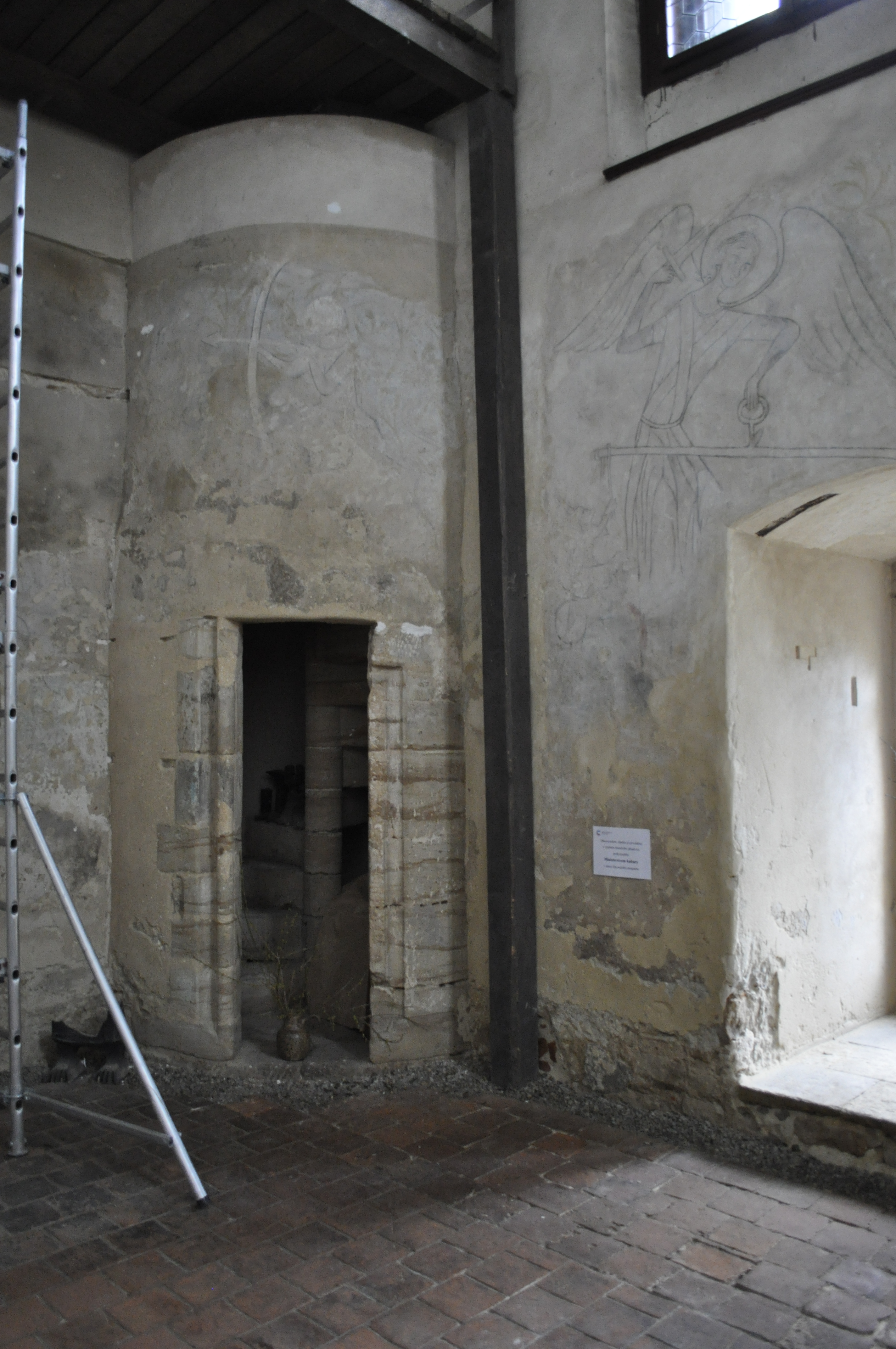
Schodiště v kapli
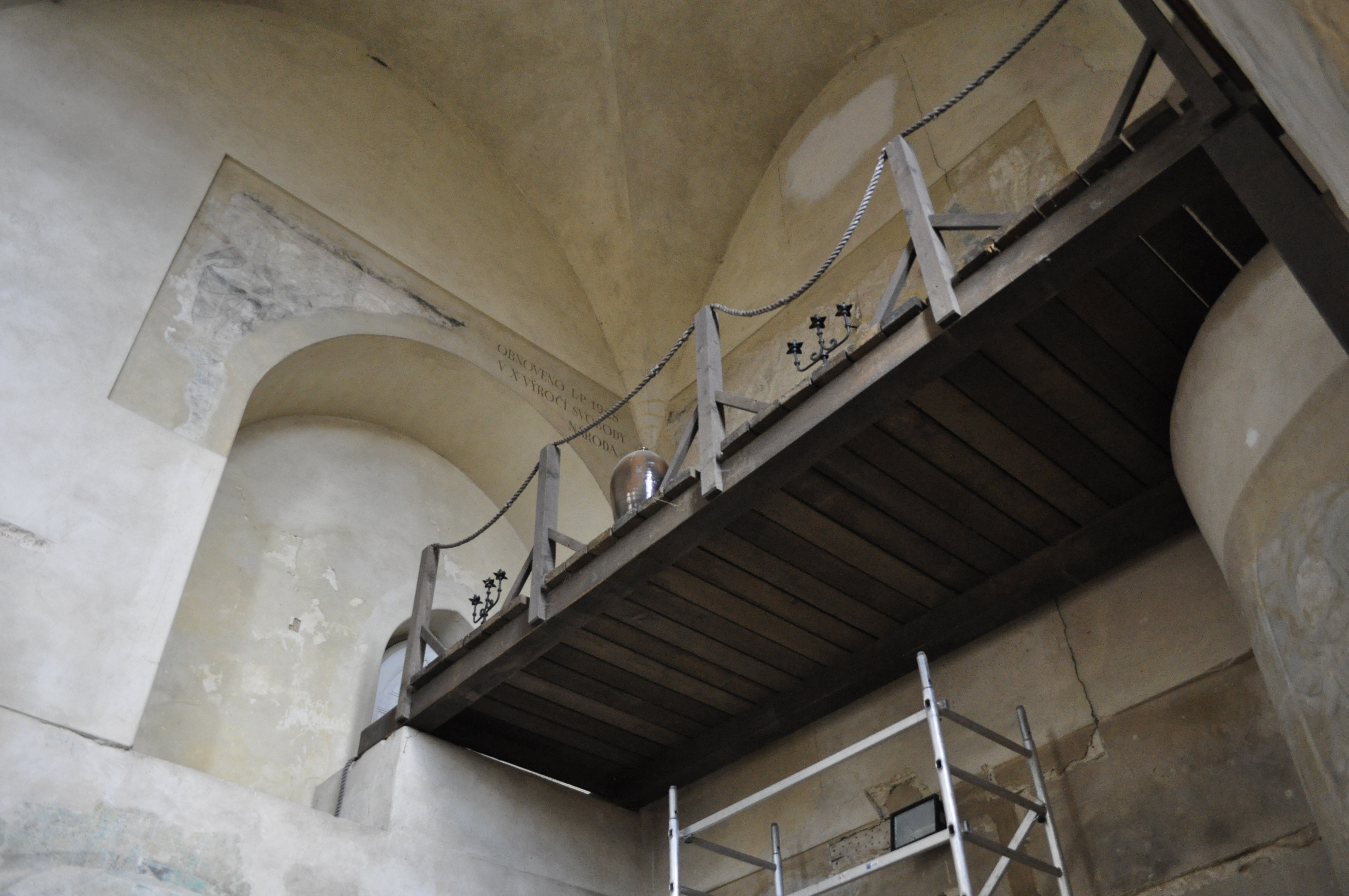
Tribuna v kapli
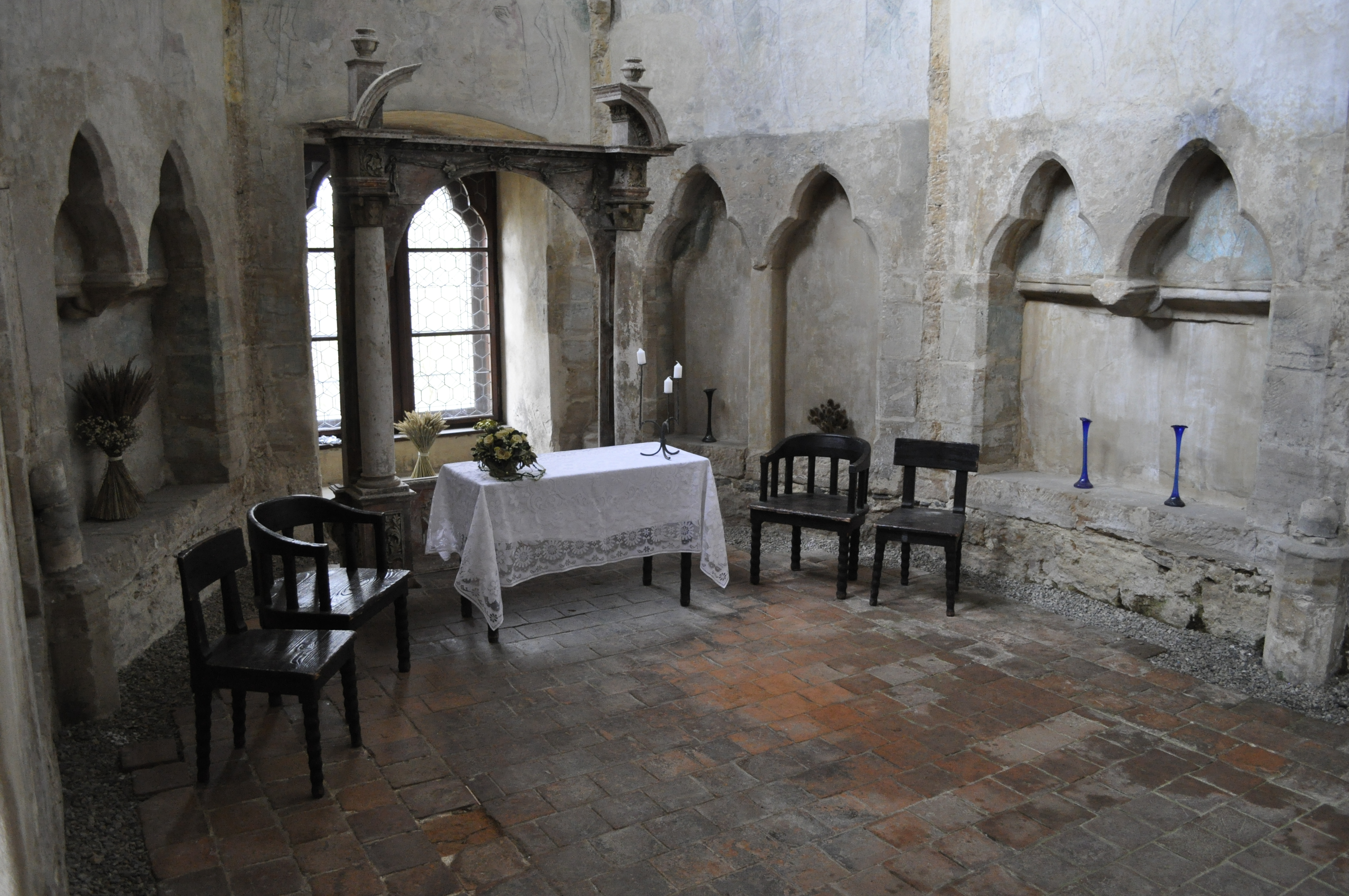
Závěr kaple
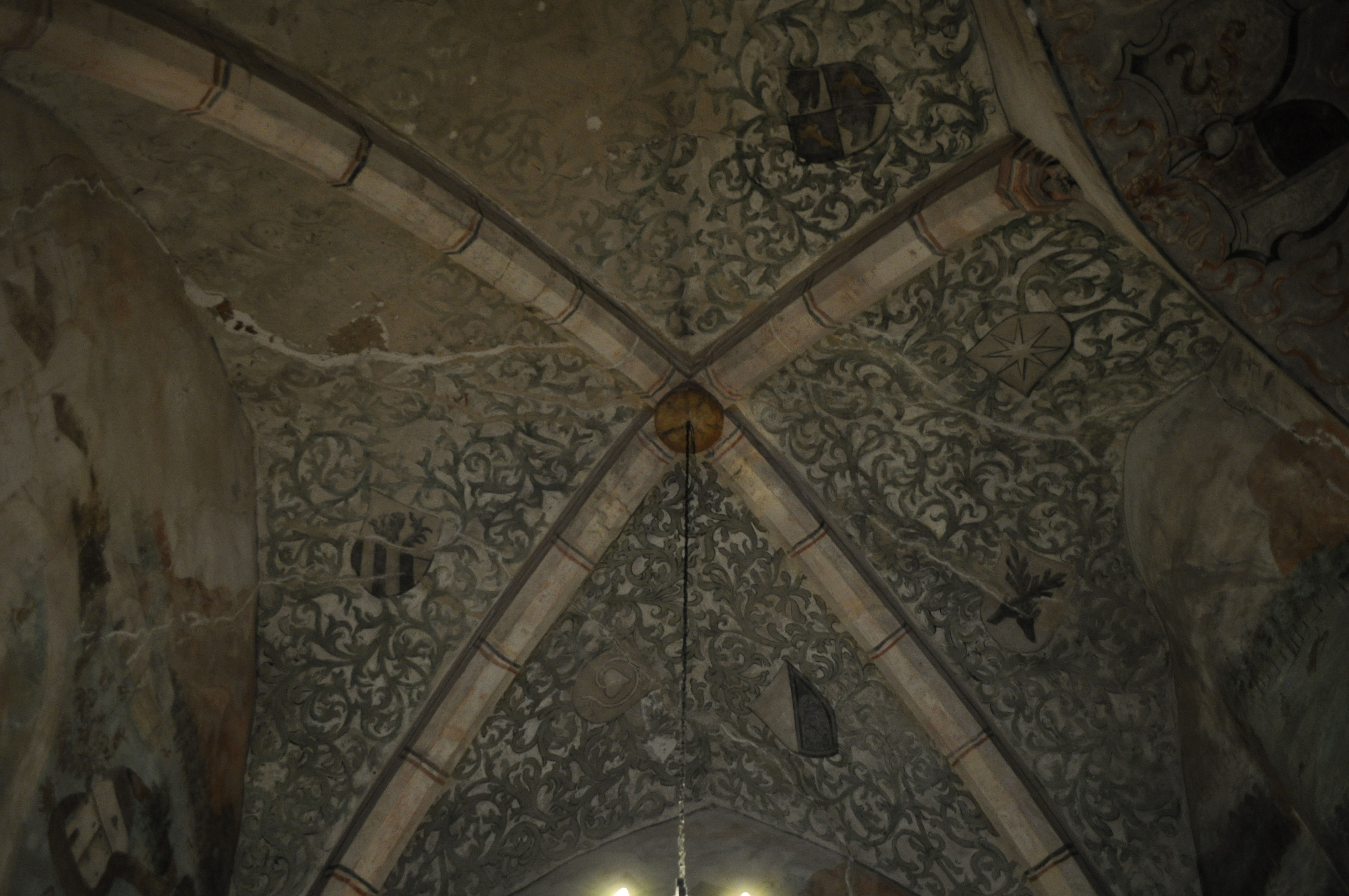
Klenba v zelené komnatě
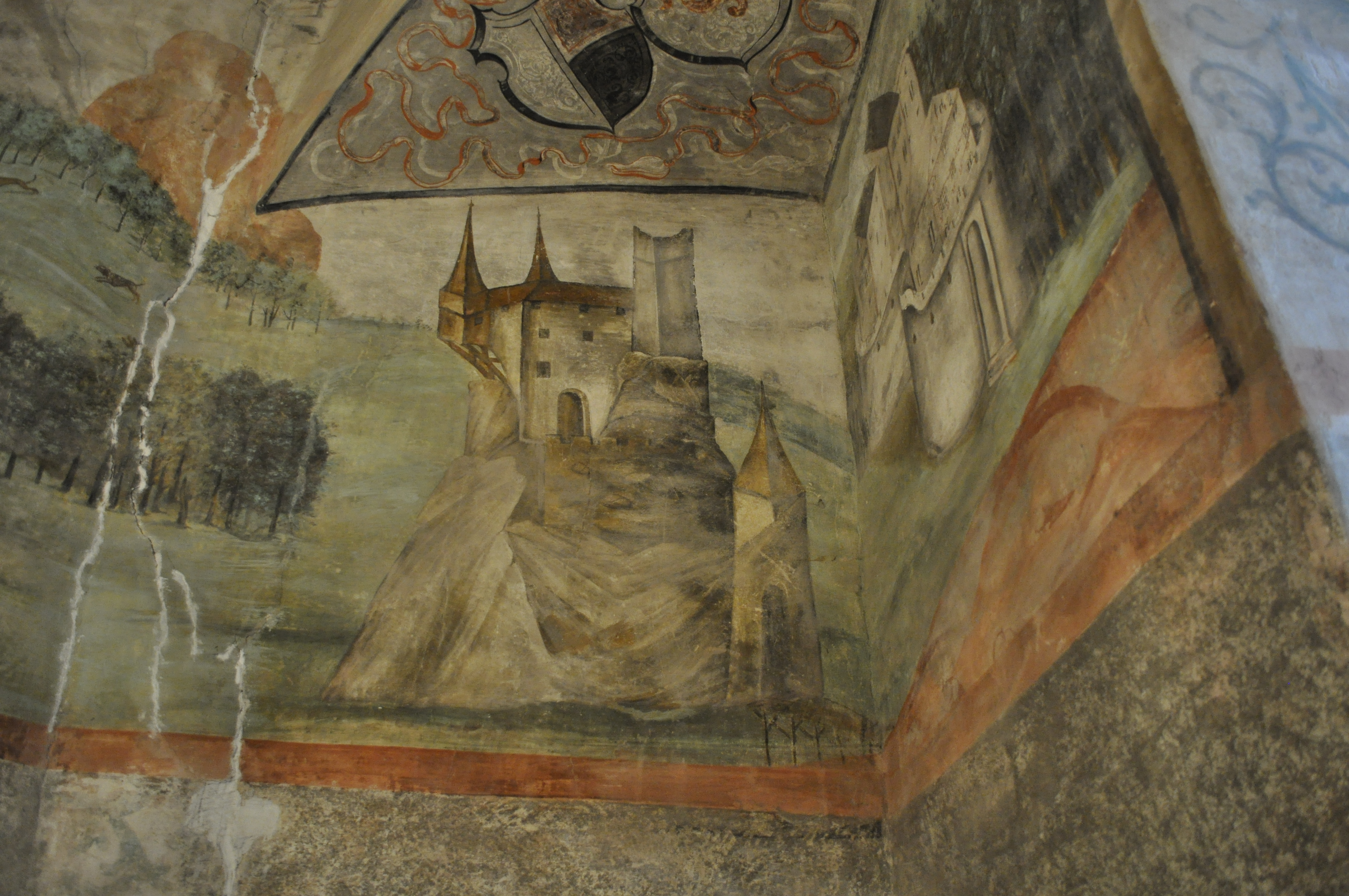
Fresky ze 16. stol. v zelené komnatě zobrazující hrad Houska